# Tropinota
Tropinota – rodzaj chrząszczy z rodziny poświętnikowatych i podrodziny kruszczycowatych.

## Gatunki
Do rodzaju należy 14 gatunków:
- Tropinota annabrunae (Crovetti, 1973)
- Tropinota bleusei (Bedel, 1896)
- Tropinota hirta (Poda, 1761)
- Tropinota hirtiformis Reitter, 1913
- Tropinota iberica Rössner, Blochwitz & Hillert, 2018
- Tropinota iec Ruiz, 2015
- Tropinota ilariae Dutto, 2007
- Tropinota paulae Leo, 2010
- Tropinota senicula (Ménétriés, 1832)
- Tropinota spinifrons Reitter, 1889
- Tropinota squalida (Scopoli, 1763)
- Tropinota turanica Reitter, 1889
- Tropinota villiersi Baraud, 1984
- Tropinota vittula Reiche & Saulcy, 1856